# Jakob Vaage
Jakob Vaage, né le 9 février 1905 et mort le 29 janvier 1994, est un historien norvégien. 
Jakob Vaage est l'un des plus grands historiens du ski. Il a écrit de nombreux articles et ouvrages sur le sujet et a dirigé pendant plusieurs années le Musée du ski d'Holmenkollen (en) à Oslo.

## Biographie
Jakob Vaage a grandi à Lilleaker (en) où son père était enseignant. Jeune, Jakob Vaage pratique plusieurs sports et il participe aux courses d'Holmenkollen où il remporte un concours de saut à ski chez les juniors,. À partir de 1924, il étudie à la botanique à l'Université d'Oslo où il est diplômé en 1931. Dans les années 1930, il devient instructeur et président du comité alpin de la fédération norvégienne de ski. En 1936, il est membre de l'encadrement de l'équipe norvégienne de ski alpin.
Pendant la Seconde Guerre mondiale, Jakob Vaage est arrêté et déporté à Kirkenes. Après la guerre, il est devenu le secrétaire de l'Association norvégienne de promotion du ski (en) puis le directeur du Musée du ski d'Holmenkollen (en).

## Vie personnelle
Jakob Vaage est le fils de Jakob Vaage (1862-1953) et Mathilde Gundersen (1866-1953). En 1938, il se marie avec Berit Gerd Andersen (1918-1995).

## Distinctions  et hommages

### Distinctions
- Chevalier de 1re classe de l'ordre de Saint-Olaf
- Il remporte la médaille de Saint-Hallvard en 1976 et la médaille Holmenkollen en 1984[1].

### Hommages
Une statue de Jakob Vaage est installée à la gare de Lilleaker (en) depuis 2000. Cette dernière a été réalisée par Nils Aas.

## Publications
- (no) Jakob Vaage, Vascular plants from Eirik Raude's Land : east Greenland 71° 30'-75° 40' lat. N, 1932 (lire en ligne)
- (no) Jakob Vaage, På stålkant : slalåm og svingteknikk, 1939 (lire en ligne)
- (no) Jakob Vaage, Store begivenheter i norsk idrett gjennom 75 år, 1951 (lire en ligne)
- (no) Jakob Vaage, Norske ski erobrer verden, 1952 (lire en ligne)
- (no) Jakob Vaage, Thorbjørn Nordal et Arnulf Gundersen, Norges skiforbund 50 år : 21. februar 1908-1958, 1958 (lire en ligne)
- (no) Jakob Vaage, Holmenkollbakken, 1959 (lire en ligne)
- (no) Jakob Vaage, Thorbjørn Nordal et Arnulf Gundersen, Norges skiforbund 60 år : 1908 - 21/2 - 1968 ; en oversikt over perioden 1958-1968, 1968 (lire en ligne)
- (en) Jakob Vaage, The Holmenkollen ski jumping hill and the Ski Museum, 1968 (lire en ligne)
- (no) Jakob Vaage, Ski og sudpol : Olav Bjaalands museum, Morgedal, Telemark, 1970 (lire en ligne)
- (no) Jakob Vaage, Norsk idrettslitteratur gjennom 200 år : 1765-1970, 1970 (lire en ligne)
- (no) Jakob Vaage, Holmenkollen, Oslo, Sekkelsten & Sønn, 1971
- (no) Jakob Vaage, Skikongen Lauritz Bergendahl : kort beretning om hans prestasjoner, 1975 (lire en ligne)
- (no) Jakob Vaage, Ullern skole 1900-1975 : fra Bestum middelskole 1900 til Ullern gymnas 1975, 1976 (lire en ligne)
- (no) Jakob Vaage, Skismøringens historie : fra hjemmekoking til industri, 1977 (lire en ligne)
- (no) Jakob Vaage, Skienes verden, 1979 (lire en ligne)
- (no) Jakob Vaage, Lilleaker skole, 1882-1982 : Lilleaker - Bestum, 1982 (lire en ligne)
- (no) Jakob Vaage, Skiklubben Ull 100 år : 1883-1983, 1983 (lire en ligne)
- (no) Jakob Vaage et Birger Ruud, Den satt! : og andre nye og gamle skihistorier, 1983 (lire en ligne)
- (no) Jakob Vaage, Holmenkollen : historien og resultatene, 1992 (lire en ligne)